# Simeon Szterew
Simeon Atanasow Szterew (bg. Симеон Атанасов Щерев; ur. 8 lutego 1959 w Mikrewie) – bułgarski zapaśnik walczący w stylu wolnym. Brązowy medalista olimpijski z Seulu 1988 w kategorii 62 kg.
Siedmiokrotny uczestnik mistrzostw świata i czterokrotny medalista, złoto w 1981, srebro w 1982 i brąz w 1983 i 1986. Dziewięć razy stawał na podium mistrzostw Europy, mistrz w 1982, 1983 i 1984 roku.
- Turniej w Seulu 1988

Przegrał z Amerykaninem Johnem Smithem i pokonał Kazuhito Sakae z Japoniiu, Dana Cumminga z Australiiu, Mariana Skubacza, Awirmedijna Enchee z Mongolii i Akbara Fallaha Iranu.